# Osciloscopio

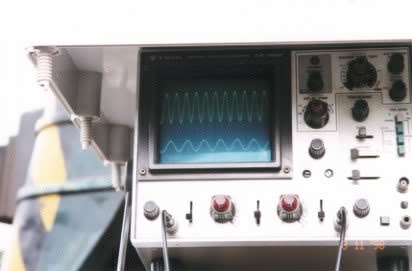
Utilizando un osciloscopio

Un osciloscopio es un instrumento de visualización electrónico para la representación gráfica de señales eléctricas que pueden variar en el tiempo. Es muy usado en electrónica de señales, frecuentemente junto a un analizador de espectro. Permite ver la evolución temporal de diferentes señales presentes en los circuitos electrónicos. Estos aparatos cuentan con unos conmutadores que permiten el ajuste de la escalera de tiempo y de voltaje. Las frecuencias en las que se puede usar un osciloscopio pueden ser desde una señal que no varíe en función del tiempo (como una corriente continua) hasta el orden de 10 MHz o más en función del modelo empleado.
Presenta los valores de las señales eléctricas en forma de coordenadas en una pantalla, en la que normalmente el eje x (horizontal) representa tiempos y el eje y (vertical) representa tensiones. La imagen así obtenida se denomina oscilograma. Suelen incluir otra entrada, llamada «eje THRASHER» o «Cilindro de Wehnelt» que controla la luminosidad del haz, permitiendo resaltar o apagar algunos segmentos de la traza.
Los osciloscopios, clasificados según su funcionamiento interno; pueden ser tanto analógicos como digitales, siendo el resultado mostrado idéntico en cualquiera de los dos casos (en teoría).

## Historia
En 1897, el físico alemán Karl Ferdinand Braun desarrolló el primer osciloscopio al adaptar un tubo de rayos catódicos —que había sido creado por William Crookes en 1875—, de manera que el chorro de electrones del tubo se dirigiera hacia una pantalla fluorescente por medio de campos magnéticos generados por la corriente alterna. En 1897 y en 1899, Jonathan Zenneck lo equipó con placas formadoras de haz y un campo magnético para barrer la traza. Los primeros tubos de rayos catódicos se aplicaron experimentalmente a mediciones de laboratorio desde la década de 1920, pero sufrieron de la mala estabilidad del vacío y de los emisores de cátodo. Vladimir K. Zworykin describió un tubo de rayos catódicos de alto vacío y sellado permanentemente con un emisor termoiónico en 1931. Este componente estable y reproducible permitió a General Radio fabricar un osciloscopio que fuera utilizable fuera de un entorno de laboratorio.
Después de la Segunda Guerra Mundial, los excedentes de componentes electrónicos se convirtieron la base de la reactivación de Heathkit Corporation y un kit de $50 para construir un osciloscopio con esas piezas fue un primer éxito en el mercado.

## Utilización

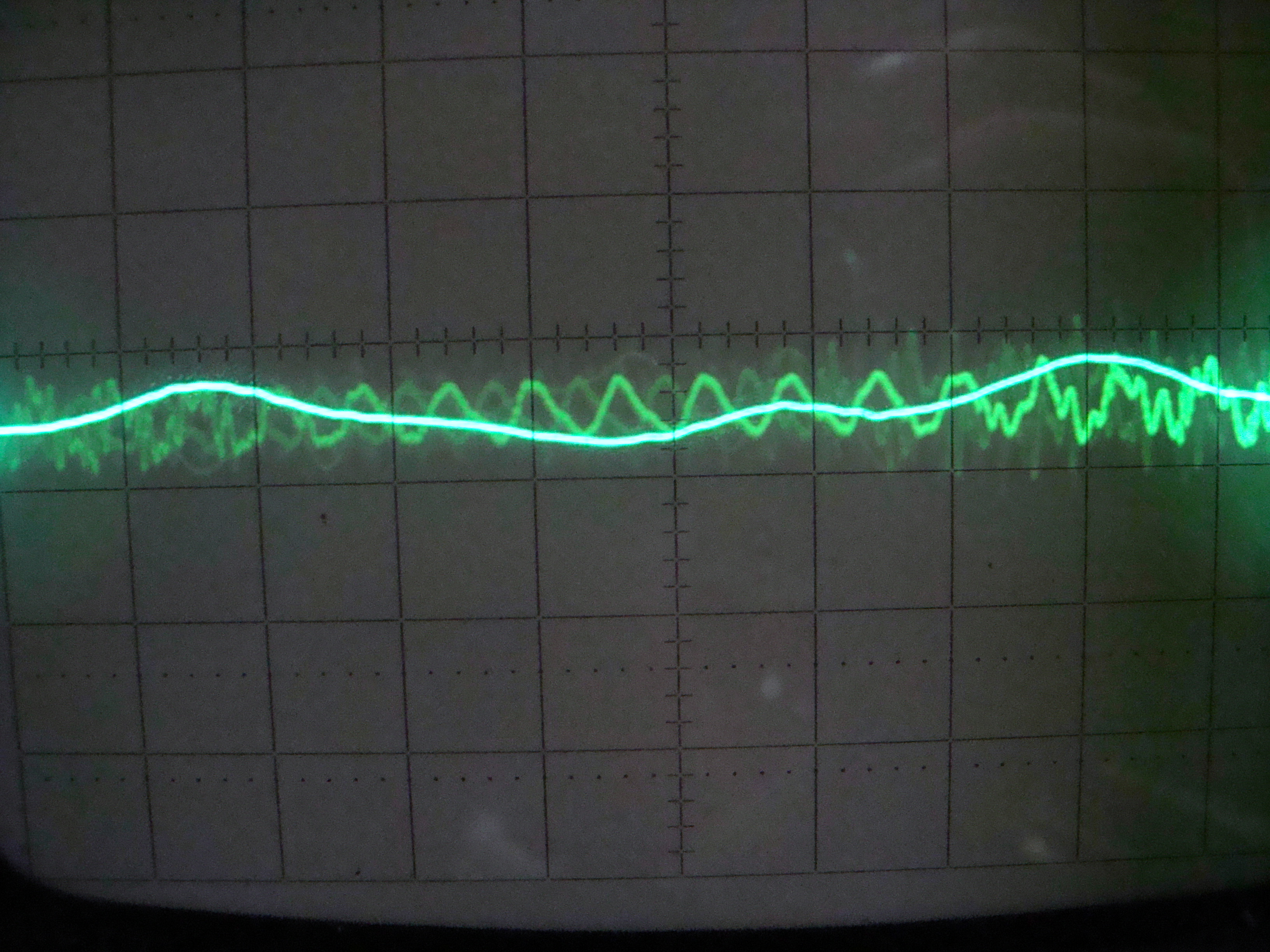
Oscilamiento.

En un osciloscopio existen, básicamente, dos tipos de controles que son utilizados como reguladores que ajustan la señal de entrada y permiten, consecuentemente, medir en la pantalla y de esta manera se puede ver la forma de la señal medida por el osciloscopio, esto denominado en forma técnica se puede decir que el osciloscopio sirve para observar la señal que quiera medir.
Para medir se lo puede comparar con el plano cartesiano.
El primer control regula el eje x y aprecia fracciones de tiempo (segundos, milisegundos, microsegundos, etc., según la resolución del aparato). El segundo regula el eje y controlando la tensión de entrada (en voltios, milivoltios, microvoltios, etc., dependiendo de la resolución del aparato).
Estas regulaciones determinan el valor de la escala cuadricular que divide la pantalla, permitiendo saber cuánto representa cada cuadrado de esta para, en consecuencia, conocer el valor de la señal a medir, tanto en tensión como en frecuencia (en realidad se mide el periodo de una onda de una señal, y luego se calcula la frecuencia).

## Otras funciones

Un modelo de ordenador del barrido del osciloscopio.

Algunos osciloscopios tienen cursores. Estas son líneas que se pueden mover por la pantalla para medir el intervalo de tiempo entre dos puntos, o la diferencia entre dos voltajes. Algunos osciloscopios más antiguos simplemente iluminaban la traza en ubicaciones móviles. Estos cursores son más precisos que las estimaciones visuales que se refieren a líneas de retícula.
Los osciloscopios de uso general de mejor calidad incluyen una señal de calibración para configurar la compensación de las sondas de prueba; esta es (a menudo) una señal de onda cuadrada de 1 kHz de un voltaje definido de pico a pico disponible en una terminal de prueba en el panel frontal. Algunos osciloscopios avanzados también tienen un bucle cuadrado para verificar y ajustar las sondas de corriente.
A veces, un usuario quiere ver un evento que sucede solo ocasionalmente. Para capturar estos eventos, algunos osciloscopios, llamados "osciloscopios de almacenamiento", conservan el barrido más reciente en la pantalla. Esto se logró originalmente con un CRT especial, un tubo de almacenamiento, que retuvo la imagen de incluso un evento muy breve durante mucho tiempo.
Algunos osciloscopios digitales pueden barrer a velocidades tan lentas como una vez por hora, emulando un registrador de gráficos en tiras.
Es decir, la señal se desplaza por la pantalla de derecha a izquierda. La mayoría de los osciloscopios con esta función cambian de un modo de barrido a un gráfico de tiras aproximadamente un barrido cada diez segundos. Esto se debe a que, de lo contrario, el alcance se ve roto: está recopilando datos, pero no se puede ver el punto.
Todos los modelos de osciloscopios actuales, excepto los más simples, utilizan con mayor frecuencia el muestreo de señales digitales. Las muestras alimentan convertidores rápidos de analógico a digital, después de lo cual todo el procesamiento (y almacenamiento) de la señal es digital.
Muchos osciloscopios admiten módulos enchufables para diferentes propósitos, por ejemplo, amplificadores de alta sensibilidad de ancho de banda relativamente estrecho, amplificadores diferenciales, amplificadores con cuatro o más canales, complementos de muestreo para señales repetitivas de muy alta frecuencia y complementos para propósitos especiales, incluyendo analizadores de espectro de audio/ultrasónicos y canales acoplados directos de voltaje compensado y estable con ganancia relativamente alta.

## Osciloscopio analógico
La tensión a medir se aplica a las placas de desviación vertical oscilante de un tubo de rayos catódicos (utilizando un amplificador con alta impedancia de entrada y ganancia ajustable) mientras que a las placas de desviación horizontal se aplica una tensión en diente de sierra (denominada así porque, de forma repetida, crece suavemente y luego cae de forma brusca). Esta tensión es producida mediante un circuito oscilador apropiado y su frecuencia puede ajustarse dentro de un amplio rango de valores, lo que permite adaptarse a la frecuencia de la señal a medir. Esto es lo que se denomina base de tiempos.

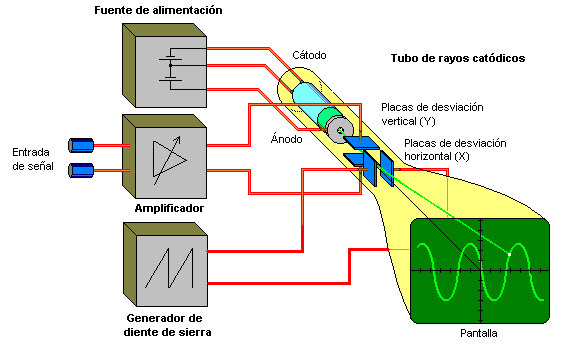
Figura 1. Representación esquemática de un osciloscopio

En la Figura 1 se puede ver una representación esquemática de un osciloscopio con indicación de las etapas mínimas fundamentales. El funcionamiento es el siguiente:
En el tubo de rayos catódicos el rayo de electrones generado por el cátodo y acelerado por el ánodo llega a la pantalla, recubierta interiormente de una capa fluorescente que se ilumina por el impacto de los electrones.
Si se aplica una diferencia de potencial a cualquiera de las dos parejas de placas de desviación, tiene lugar una desviación del haz de electrones debido al campo eléctrico creado por la tensión aplicada. De este modo, la tensión en diente de sierra, que se aplica a las placas de desviación horizontal, hace que el haz se mueva de izquierda a derecha y durante este tiempo, en ausencia de señal en las placas de desviación vertical, dibuje una línea recta horizontal en la pantalla y luego vuelva al punto de partida para iniciar un nuevo barrido. Este retorno no es percibido por el ojo humano debido a la velocidad a que se realiza y a que, de forma adicional, durante el mismo se produce un apagado (borrado) parcial o una desviación del rayo.
Si en estas condiciones se aplica a las placas de desviación vertical la señal a medir (a través del amplificador de ganancia ajustable) el haz, además de moverse de izquierda a derecha, se moverá hacia arriba o hacia abajo, dependiendo de la polaridad de la señal, y con mayor o menor amplitud dependiendo de la tensión aplicada.
Al estar los ejes de coordenadas divididos mediante marcas, es posible establecer una relación entre estas divisiones y el período del diente de sierra en lo que se refiere al eje x y al voltaje en lo referido al x. Con ello a cada división horizontal corresponderá un tiempo concreto, del mismo modo que a cada división vertical corresponderá una tensión concreta. De esta forma en caso de señales periódicas se puede determinar tanto su período como su amplitud.
El margen de escalas típico, que varía de microvoltios a unos pocos voltios y de microsegundos a varios segundos, hace que este instrumento sea muy versátil para el estudio de una gran variedad de señales.

### Limitaciones del osciloscopio analógico
El osciloscopio analógico tiene una serie de limitaciones propias de su funcionamiento:
- Las señales deben ser periódicas. Para ver una traza estable, la señal debe ser periódica ya que es la periodicidad de dicha señal la que refresca la traza en la pantalla. Para solucionar este problema se utilizan señales de sincronismo con la señal de entrada para disparar el barrido horizontal (trigger level) o se utilizan osciloscopios con base de tiempo disparada.
- Las señales muy rápidas reducen el brillo. Cuando se observa parte del período de la señal, el brillo se reduce debido a la baja persistencia fosfórica de la pantalla. Esto se soluciona colocando un potencial post-acelerador en el tubo de rayos catódicos.
- Las señales lentas no forman una traza. Las señales de frecuencias bajas producen un barrido muy lento que no permite a la retina integrar la traza. Esto se solventa con tubos de alta persistencia. También existían cámaras Polaroid especialmente adaptadas para fotografiar las pantallas de osciloscopios. Manteniendo la exposición durante un periodo se obtiene una foto de la traza. Otra forma de solucionar el problema es dando distintas pendientes al diente de sierra del barrido horizontal. Esto permite que tarde más tiempo en barrer toda la pantalla, y por ende pueden visualizarse señales de baja frecuencia pero se verá un punto desplazándose a través de la pantalla debido a que la persistencia fosfórica no es elevada.
- Solo se pueden ver transitorios si estos son repetitivos; pero puede utilizarse un osciloscopio con base de tiempo disparada. Este tipo de osciloscopio tiene un modo de funcionamiento denominado «disparo único». Cuando viene un transitorio el osciloscopio mostrará este y solo este, dejando de barrer una vez que la señal ya fue impresa en la pantalla.

## Osciloscopio digital
En el osciloscopio digital la señal es previamente digitalizada por un conversor analógico digital. Al depender la fiabilidad de la visualización de la calidad de este componente, esta debe ser cuidada al máximo.
Las características y procedimientos señalados para los osciloscopios analógicos son aplicables a los digitales. Sin embargo, en estos se tienen posibilidades adicionales, tales como el disparo anticipado (pre-triggering) para la visualización de eventos de corta duración, o la memorización del oscilograma transfiriendo los datos a un PC. Esto permite comparar medidas realizadas en el mismo punto de un circuito o elemento. Existen asimismo equipos que combinan etapas analógicas y digitales.
La principal característica de un osciloscopio digital es la velocidad de muestreo; la misma determinará el ancho de banda máximo que puede medir el instrumento basándose en el teorema de Nyquist. Viene expresada en MS/s (millones de samples ‘muestras’ por segundo).
La mayoría de los osciloscopios digitales en la actualidad están basados en control por FPGA (del inglés Field Programmable Gate Array), el cual es el elemento controlador del conversor analógico a digital de alta velocidad del aparato y demás circuitería interna, como memoria, buffers, entre otros.
Estos osciloscopios añaden prestaciones y facilidades al usuario imposibles de obtener con circuitería analógica, como los siguientes:
- Medida automática de valores de pico, máximos y mínimos de señal. Verdadero valor eficaz.
- Medida de flancos de la señal y otros intervalos.
- Captura de transitorios.
- Cálculos avanzados, como la FFT para calcular el espectro de la señal. También sirve para medir señales de tensión.

Dentro del osciloscopio digital existen dos tipos que se diferencian claramente:
- De banco: más potentes que los que lo preceden, hechos para tener en una sola localización durante más tiempo.
- Portátil: con menos potencia pero más compactos para llevar de un sitio a otro.

## Osciloscopio de Fósforo Digital
El osciloscopio de fósforo digital (DPO, Digital Phosphor Oscilloscope) ofrece una nueva propuesta a la arquitectura del osciloscopio ya que combina las mejores características de un osciloscopio analógico con las de un osciloscopio digital.
Al igual que el osciloscopio analógico, el primer paso es el amplificador vertical, y al igual que el osciloscopio digital, la segunda etapa es un conversor ADC. Pero luego de la conversión de analógico a digital, el osciloscopio de fósforo digital es un poco diferente al digital. Este tiene funciones especiales diseñadas para recrear el grado de intensidad de un tubo de rayos catódicos.
En vez de utilizar fósforo químico, al igual que un osciloscopio analógico, el DPO tiene fósforo digital que es una base de datos actualizada constantemente. Esta base de datos tiene una celda separada de información para cada uno de los pixeles que tiene la pantalla. Cada vez que una forma de onda es capturada (en otras palabras, cada vez que el osciloscopio es disparado) esta es almacenada en las celdas de la base de datos. A cada celda que almacena la información de la forma de onda luego se le inserta la información de la intensidad. Por último toda la información es mostrada en la pantalla LCD o almacenada por el osciloscopio.

## Ejemplos de uso

Figuras de Lissajous en un osciloscopio, con una diferencia de fase de 90 grados entre las entradas xey.

Uno de los usos más frecuentes de los osciloscopios es la resolución de problemas de equipos electrónicos que funcionan mal. Por ejemplo, cuando un voltímetro puede mostrar un voltaje totalmente inesperado, un osciloscopio puede revelar que el circuito está oscilando. En otros casos, la forma o el momento preciso del pulso es importante.
En un equipo electrónico, por ejemplo, las conexiones entre etapas (por ejemplo, mezcladores electrónicos, osciladores electrónicos, amplificadores) pueden "sondearse" para detectar la señal esperada, utilizando el osciloscopio como un simple rastreador de señal. Si la señal esperada está ausente o es incorrecta, alguna etapa anterior de la electrónica no está funcionando correctamente. Dado que la mayoría de las fallas ocurren debido a un solo componente defectuoso, cada medición puede mostrar que algunas de las etapas de un equipo complejo funcionan o probablemente no causaron la falla.
Una vez que se encuentra la etapa defectuosa, un análisis más detallado generalmente puede indicarle a un técnico calificado exactamente qué componente ha fallado. Una vez que se reemplaza el componente, la unidad puede restablecerse al servicio o al menos se puede aislar la siguiente falla. Este tipo de solución de problemas es típico de los receptores de radio y televisión, así como de los amplificadores de audio, pero puede aplicarse a dispositivos muy diferentes, como los motores electrónicos.
Otro uso es comprobar circuitos recién diseñados. A menudo, un circuito recién diseñado se comporta mal debido a errores de diseño, malos niveles de voltaje, ruido eléctrico, etc. La electrónica digital generalmente funciona desde un reloj, por lo que es útil un osciloscopio de doble traza que muestre tanto la señal del reloj como una señal de prueba que depende del reloj. Los alcances de almacenamiento son útiles para "capturar" eventos electrónicos raros que causan un funcionamiento defectuoso.
Los osciloscopios se utilizan a menudo durante el desarrollo de software en tiempo real para comprobar, entre otras cosas, los plazos incumplidos y las latencias en el peor de los casos.